# 80. nordlige breddekreds
Den 80. nordlige breddekreds (eller 80 grader nordlig bredde) er en breddekreds, der ligger 80 grader nord for ækvator. Den løber gennem Atlanterhavet, Europa, Asien, Ishavet og Nordamerika.